# STARS
STARS là một mô hình phân tích chiến lược hiện đại, gồm:
S: Steps - Các bước cần thực hiện
T: Timing - Tiến độ
A: Assistance - Người trợ giúp
R: Responsibility - Người chịu trách nhiệm chính
S: Succcess Criteria - Tiêu chí đánh giá sự hoàn thành